# Ajdiriyya
Ajdiriyya (arabiska: اجديرية; spanska: El Jeriuia; franska: Jdiriya) är en ort i den av Marocko kontrollerade delen av det omstridda området Västsahara.
Enligt Marockos administrativa indelning tillhör orten en landskommun med samma namn i provinsen Smara. Denna kommun hade 248 invånare enligt Marockos folkräkning 2014.